# Cova de sa Llapassa - La Casina
La cova de sa Llapassa - La Casina és una cova natural retocada situada prop de les cases de la possessió de sa Llapassa del municipi de Llucmajor, Mallorca.
L'accés es fa a través d'escalons excavats a la roca. L'entrada es troba molt retocada. Hi ha muntat un portal de peces de marès rectangulars al qual se li adossen dues parets de pedra seca. L'interior està ben conservat, a la dreta han construït una petita paret de pedra seca, però el terra es troba molt net. En l'actualitat es fa servir puntualment de magatzem. A principis del segle XX s'hi descobrí una estatueta de bronze, actualment desapareguda.